# タルボット・マンディ
タルボット・マンディ（Talbot Mundy、1879年4月23日 - 1940年8月5日）は、ロンドン生まれのイギリスの作家。本名、ウィリアム・ランカスター・グリボン(William Lancaster Gribbon)。
別名に、ウォルター・ゴールト(Walter Galt)、Makundu Viazi、タルボット・チェットウィンド・ミラー・マンディ(Talbot Chetwynd Miller Mundy)、トーマス・ハートリー(Thomas Hartley)がある。
16歳で家出した彼は、インド、アフリカ、中近東や極東を放浪した。29歳のころからタルボット・マンディ名義を使い始め、1911年にアメリカでパルプ・マガジンに作品を発表し始める。
最も有名な作品は、セポイの反乱を題材にした小説で、映画化もされた「King of the Khyber Rifles」である。
パルプヒーロー作品「ジムグリム(JimGrim)」シリーズは、『アドベンチャー・マガジン(Adventure magazine)』誌に連載された。また他の作品として、ハイラ・シン(Hira Singh)や、ブリトン人を助けてジュリアス・シーザーと戦ったドルイド僧サモトラケのトロス(Tros of Samothrace)などを主人公にしたものなどが多数ある。
彼の作品におけるヤスミニ(Yasmini)についての長く詳細な描写や、Khinjanの洞窟に屯するアウトローたちの描写は、後のロバート・E・ハワードやリイ・ブラケットに大きな影響を与えた。
マンディは、ブラヴァツキー夫人によって提唱されたオカルト運動、神智学にかかわり、「西方より来る九人の賢人(Nine Unknown Men in the West)」の伝説を大衆化するのに力を注いだ。

## 映画化作品
- 「壮烈カイバー銃隊」King of the Khyber Rifles（1954年、米）
  - 監督：ヘンリー・キング
  - 主演：タイロン・パワー、テリー・ムーア、マイケル・レニー